# Bessie Irving Miller
Bessie Irving Miller (* 4. November 1884 in Baltimore, Maryland; † 4. Februar 1931 in Champaign (Illinois)) war eine US-amerikanische Mathematikerin und Hochschullehrerin. Sie war Professorin an der heutigen Rockford University.

## Leben und Werk
Miller wurde als einziges Kind von Bessie Miller und dem Chirurgen Irving Miller geboren. Sie besuchte die Girls Latin School, die Vorbereitungsabteilung für das Woman’s College in Baltimore (Goucher College nach 1910), welches sie dann besuchte und 1907 mit einem Bachelor of Arts abschloss. Danach studierte sie bis 1908 Mathematik und Physik an der University of Chicago mit einem Stipendium vom Woman’s College of Baltimore. 1908 begann sie an der Johns Hopkins University als Doktorandin in Mathematik, Astronomie und klassischer Archäologie. 1911 unterbrach sie ihr Studium, um Mathematiklehrerin an der bischöflichen Schule für Mädchen, Kemper Hall, in Kenosha, Wisconsin, zu werden. Zwei Jahre später kehrte sie zu der Johns Hopkins University zurück und promovierte 1914 als eine der beiden ersten Doktoranden bei Arthur Byron Coble mit dem Thema: A new canonical form of the elliptic integral. Sie erhielt als erste von zehn Goucher-College Absolventinnen vor 1940 eine Promotion in Mathematik, von denen sieben an der Johns Hopkins University erlangt wurden.
1915 wurde sie Leiterin der Abteilungen Mathematik und Physik bei dem Rockford College in Illinois, wo sie später Professorin für Mathematik und Physik und dann Professorin für Mathematik wurde. Bis 1920 war sie das älteste Fakultätsmitglied an der Hochschule. Im Sommer 1920 studierte sie erneut an der University of Chicago. Am Rockford College erweiterte sie das Kursangebot in Mathematik und Naturwissenschaften. Sie führte Kurse ein in Differentialgleichungen, Geschichte der Mathematik, Zeichnung, Statistik, projektive Geometrie, Anwendungen der Mathematik, Philosophie von Mathematik, Theorie der Investitionen sowie Kurse für Mathematiklehrer. Ihr 1924 erschienenes Buch Romance in Science basiert auf den Vorlesungen, die sie für diesen Kurs entwickelt hatte.
Sie war ein Gründungsmitglied der MAA und wurde 1924 zum Sekretär der Illinois Sektion gewählt. Die folgenden drei Jahre war sie Sekretärin und Schatzmeisterin der Sektion. Sie wurde im Frühjahrssemester 1927 vom Rockford College beurlaubt und nahm anschließend 1928 eine Stelle als Ausbilderin an der University of Illinois an, wo sie unter anderen die Masterarbeit von der Mathematikerin Josephine Chanler betreute. Da sich ihr Sehvermögen verschlechterte, benutzte sie in den 1920er Jahren häufig einen Schreiber für ihre Korrespondenz. Vor ihrem Tod lebte sie bei der Mathematikerin Echo Dolores Pepper, einer Kollegin an der University of Illinois. Sie starb im Alter von 46 Jahren im Burnham Hospital in Champaign (Illinois) an den Folgen einer Streptokokkeninfektion.
1950 gewährte das Rockford College ihr zu Ehren erstmals das Bessie Irving Miller-Stipendium.

## Mitgliedschaften
- American Mathematical Society
- Mathematical Association of America
- American Association for the Advancement of Science
- Pi Mu Epsilon
- Phi Beta Kappa

## Veröffentlichungen (Auswahl)
- 1918: A New Connonical Form of the Elliptic Integral. ISBN 978-0-343-56329-5.
- 1913: The derivation of a syzygy between the Hessian and Jacobian of a binary n-ic. The Johns Hopkins University circular.7, S. 56–58.
- 1915: A new canonical form of the elliptic integral. Proceedings of the National Academy of Sciences of the United States of America 1, S. 274–75.
- 1916: A new canonical form of the elliptic integral. Transactions of the American Mathematical Society 17, S. 259–83.
- 1922: Romance in science: an experimental course offered by a department of mathematics. Mathematics Teacher 15, S. 416–22.
- 1924: Romance in science: lectures from a course called “Browse.” Boston: The Stratford Co.
- 1930: An unusual use of the nodal cubic in the plane. American Mathematical Monthly 37, S. 240–41.
- 1931: Perspectivities between the fundamental p-edra associated with the elliptic norm curve Qp in Sp−1 where p is an odd prime. American Journal of Mathematics 53, S. 139–42.
- 1925:  Browse: a course in scientific literature. American Mathematical Monthly 32.
- 1925: The next step in a unified mathematics course for freshmen. American Mathematical Monthly 32, S. 329–30
- 1928 A cubic curve and a reflector. American Mathematical Monthly 35.